# Musée Gorki
Le musée-appartement Gorki est un musée consacré à la vie et à l'œuvre de l'écrivain Maxime Gorki. Il se trouve dans le centre historique de Moscou, au no 6 rue Malaïa Nikitskaïa, dans l'ancien hôtel particulier Riabouchinski. Le musée est ouvert de 11 heures à 17 heures 30 du mercredi au dimanche inclus. L'entrée est gratuite. 

## История

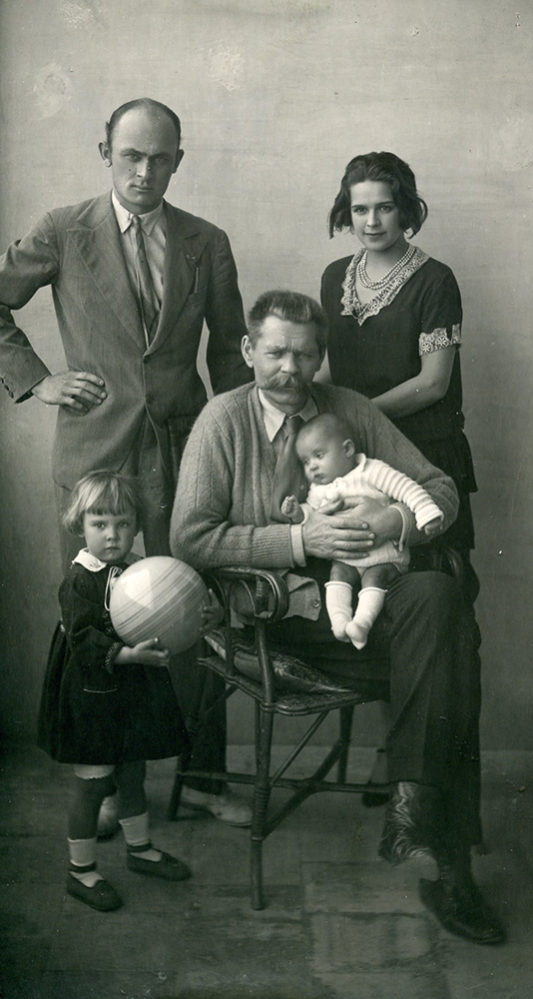
Gorki et sa famille : son fils M. Pechkov, Nadejda Pechkova, sa belle-fille et ses petites-filles Marfa (Marthe) et Daria en 1928.

Le musée est installé dans une villa Art nouveau (Modern style en russe) construite par Schechtel au tout début du XXe siècle pour la famille des richissimes Riabouchinski. Le propriétaire d'alors, Stepan Riabouchinski, n'avait que vingt-six ans. La famille est expropriée après la révolution d'Octobre et émigre en France. Diverses organisations étatiques s'installent alors dans cette demeure. C'est à la fin de 1931 que Maxime Gorki reçoit le privilège, de la part du régime, d'y habiter après son départ de Sorrente, ainsi que sa famille. Il meurt en 1936. Un musée lui est consacré ici à partir de 1965.
La veuve de son fils, Nadejda Pechkova, reçut la permission de demeurer dans quelques pièces de la maison jusqu'en 1965 et consacra son énergie à la fondation du musée.

## Musée
Le musée conserve l'importante bibliothèque de Gorki et le livre d'or des invités. L'intérieur des appartements privés de l'écrivain reflète le goût décoratif des années 1930, lorsque Gorki y vivait, puisque la plupart des meubles Art nouveau de la famille Riabouchinksi avaient disparu dans la tourmente révolutionnaire.
Aujourd'hui l'entrée se fait par l'ancienne entrée de service. Gorki vivait au rez-de-chaussée, tandis que son fils et sa famille vivaient au premier étage.